# Sterling Noel
Pour les articles homonymes, voir Noël (homonymie).
Sterling Noel, né le 28 mars 1903 à San Francisco, en Californie, et mort le 9 novembre 1984 à West Paris dans le Maine,, est un écrivain américain, auteur de roman policier et de science-fiction.

## Biographie
Après des études à l'université de Californie à Berkeley, à l'université Columbia et à l'université de Paris, il devient journaliste au New York Journal-American de 1937 à 1942,.
En 1951, il publie son premier roman I Killed Stalin. C’est un roman de science-fiction dans lequel la troisième guerre mondiale est évitée par le meurtre de Staline.
Il aborde la littérature policière avec son deuxième roman publié en 1953, À la brute (Few Die Well) qui est jugé par Igor B. Maslowski comme « un des spécimens les plus étonnants du genre qu'il m'ait été donné de lire. La brutalité, le meurtre, la trahison y règnent en maîtres. La vie d’un homme y est tarifiée à un cent les trois ».
We Who Survived the Fifth Ice Age, publié en 1959, raconte les aventures de survivants d’une catastrophe climatique. Son second roman traduit en français, L’Œil fourchu (Empire of Evil), publié en 1961, est écrit comme un reportage sur les activités et l'organisation de la mafia. Il constitue selon Claude Mesplède « un document indispensable pour qui s'intéresse ou voudrait mieux connaître cet aspect du grand banditisme d'outre-Atlantique ».
Storm Over Paris, publié en 1955, est adapté au cinéma par Guy Green sous le titre La Maison des secrets.

## Œuvre

### Romans
- I Killed Stalin, 1951
- Few Die Well, 1953
  - À la brute, Série noire no 377, 1957
- Storm Over Paris, 1955 (autres titres Intrigue in Paris et House of Secrets)
- Mambo to Murder, 1955 (coécrit avec Dale Clark)
- Run for Your Life, 1958
- Chain of Death, 1958
- We Who Survived the Fifth Ice Age, 1959
- Prelude to Murder, 1959
- Death Do Us Part, 1959
- Empire of Evil, 1961
  - L’Œil fourchu, Série noire no 770, 1961

## Filmographie
- 1955 : Deux Anglais à Paris (To Paris with Love), film britannique réalisé par Robert Hamer, adaptation du roman homonyme, avec Alec Guinness, Odile Versois et Vernon Gray
- 1956 : La Maison des secrets, film britannique réalisé par Guy Green, adaptation du roman Storm Over Paris, avec Michael Craig, Anton Diffring et Gérard Oury.

## Sources
- Claude Mesplède, Les Années Série noire vol.1 (1945-1959) Encrage « Travaux » no 13, 1992
- Claude Mesplède, Les Années Série noire vol.2 (1959-1966) Encrage « Travaux » no 17, 1993
- Claude Mesplède et Jean-Jacques Schleret, SN Voyage au bout de la Noire, Futuropolis, 1982, p. 283-284.